# Prittriching
Prittriching er en kommune i Landkreis Landsberg am Lech, Regierungsbezirk Oberbayern i den tyske delstat Bayern. Den er en del af Verwaltungsgemeinschaft Prittriching.

## Geografi
Prittriching ligger i Region München.
Der er kun landsbyerne Prittriching, Winkl.

## Historie
Prittriching hørte til Rentamt München og Landgericht Landsberg i Kurfyrstedømmet Bayern.